# Cantone di Terres des Luys et Coteaux du Vic-Bilh
Il cantone di Terres des Luys et Coteaux du Vic-Bilh è una divisione amministrativa dell'arrondissement di Pau.
È stato costituito a seguito della riforma approvata con decreto del 25 febbraio 2014, che ha avuto attuazione dopo le elezioni dipartimentali del 2015.

## Composizione
Comprende i seguenti 72 comuni:
- Anoye
- Argelos
- Arricau-Bordes
- Arrosès
- Astis
- Aubin
- Aubous
- Auga
- Auriac
- Aurions-Idernes
- Aydie
- Baliracq-Maumusson
- Bassillon-Vauzé
- Bétracq
- Boueilh-Boueilho-Lasque
- Bournos
- Burosse-Mendousse
- Cadillon
- Carrère
- Castetpugon
- Castillon
- Caubios-Loos
- Claracq
- Conchez-de-Béarn
- Corbère-Abères
- Coslédaà-Lube-Boast
- Crouseilles
- Diusse
- Doumy
- Escurès
- Garlède-Mondebat
- Garlin
- Gayon
- Gerderest
- Lalongue
- Lalonquette
- Lannecaube
- Lasclaveries
- Lasserre
- Lembeye
- Lème
- Lespielle
- Luc-Armau
- Lucarré
- Lussagnet-Lusson
- Mascaraàs-Haron
- Maspie-Lalonquère-Juillacq
- Miossens-Lanusse
- Monassut-Audiracq
- Moncaup
- Moncla
- Monpezat
- Montardon
- Mont-Disse
- Mouhous
- Navailles-Angos
- Peyrelongue-Abos
- Portet
- Pouliacq
- Ribarrouy
- Saint-Jean-Poudge
- Samsons-Lion
- Sauvagnon
- Séméacq-Blachon
- Serres-Castet
- Sévignacq
- Simacourbe
- Tadousse-Ussau
- Taron-Sadirac-Viellenave
- Thèze
- Vialer
- Viven